# Томлинс, Фредди
Фрэдди Томлинс (англ. Frederick William Edwin "Freddie" Tomlins; 5 августа 1919 Лондон, Великобритания — 20 июня 1943 Ла-Манш) — фигурист из Великобритании, серебряный призёр чемпионата мира 1939 года, серебряный призёр чемпионата Европы 1939 года в мужском одиночном катании. Участник зимних Олимпийских игр в 1936 году.

## Биография
Во время Второй мировой войны служил Королевских военно-воздушных силах. Был сбит над Ла-Маншем.

## Спортивные достижения

### Мужчины
| Соревнования/Сезоны | 1936 | 1937 | 1938 | 1939 |
| ------------------- | ---- | ---- | ---- | ---- |
| Зимние Олимпиады    | 10   |      |      |      |
| Чемпионаты мира     |      | 5    | 5    | 2    |
| Чемпионаты Европы   | 8    | 4    | 6    | 2    |